# David Limberský
David Limberský, född 6 oktober 1983 i Plzeň, Tjeckoslovakien, är en tjeckisk fotbollsspelare som sedan 2008 spelar för den tjeckiska klubben FC Viktoria Plzeň och Tjeckiens fotbollslandslag.